# Makemake (planeta nan)
(136472) Makemake (símbol: ) és un gran objecte del cinturó de Kuiper descobert el 31 de març de 2005 per l'equip de Michael Brown utilitzant el telescopi Samuel Oschin des de l'observatori Palomar. El seu descobriment va ser anunciat el 29 de juliol de 2005, el mateix dia que dos altres grans objectes del cinturó de Kuiper, Eris i Haumea.
El seu diàmetre, mesurat amb el telescopi espacial Spitzer, s'estima en uns 1.600 km, un 70% el de Plutó. La superfície està formada, principalment, per metà congelat, semblant a la de Plutó i a la d'Eris.
El juny de 2008, la Unió Astronòmica Internacional (UAI) va crear la designació de plutoide, incloent-hi a Makemake a la llista a potencials candidats i finalment, va ser classificat com a plutoide el 15 de juliol de 2008.

## Nom
El grup de Michael E. Brown va batejar-lo, de manera informal, amb el nom d'Easterbunny, ja que van observar-lo per primera vegada pels volts de Pasqua (Easter en anglès). El seu nom definitiu, Makemake, que correspon al déu creador de la mitologia pasqüenca, va ser elegit per mantenir una relació amb la Pasqua.

## Història

### Descobriment
El seu descobriment es va anunciar el 29 de juliol de 2005, el mateix dia que altres dos objectes transneptunians: Eris i Haumea.
Makemake va ser descobert pel telescopi espacial Spitzer. Les estimacions inicials li van donar un diàmetre entre 50% i 75% de Plutó, grandària que posteriorment seria precisada en l'entorn dels 1450 km. El seu albedo és intermedi entre el de Plutó i el d'Eris, si bé encara se'n desconeix la densitat. Makemake és un dels objectes del cinturó de Kuiper més grans, només superat per Eris i Plutó. L'objecte òrbita el Sol cada 308 anys. Igual que Plutó, la seva òrbita és una mica excèntrica i inclinada, per la qual cosa va ser finalment catalogat com a planeta nan de tipus plutoide. Makemake ha estat el tercer objecte que rep l'estatus de plutoide i el quart el de planeta nan.
Makemake es localitza en una regió més enllà de Neptú que està poblada per petits cossos del sistema solar (sovint referida com la regió transneptuniana o cinturó de Kuiper).

### Circumstàncies del descobriment
Tot i ser un objecte relativament brillant (magnitud aparent = 17 a banda V), Makemake no ha estat descobert fins a finals de 2005, molt després que altres objectes del cinturó de Kuiper menys brillants. Això probablement és perquè la seva òrbita és molt inclinada, i que actualment es troba a una gran distància sobre el pla de l'eclíptica (en la constel·lació de Coma Berenice).
També, a la data del descobriment de Plutó (1930), Makemake es trobava a només uns pocs graus de l'eclíptica, a prop del límit entre les constel·lacions de Taurus i Auriga. Aquesta posició es trobava també molt a prop de l'equador galàctic, cosa que va fer gairebé impossible trobar-lo entre la densa concentració del fons d'estrelles de la Via Làctia. Clyde Tombaugh continuaria buscant altres objectes durant uns anys després del descobriment de Plutó, però no aconseguiria trobar ni Makemake ni cap altre objecte transneptunià.

### Classificació
Segons el Centre de Planetes Menors Makemake és un cubewano, el que significa que la seva òrbita és prou lluny de Neptú per mantenir-se estable durant tota l'existència del sistema solar. Els astrònoms Mike Brown, David Jewitt i Marc Buie en canvi el classifiquen com un objecte del disc dispers. A diferència dels plutins —que poden creuar l'òrbita de Neptú per la seva ressonància 3:2 amb el planeta—, els cubewans tenen el periheli més lluny del Sol, per la qual cosa estan lliures de pertorbacions neptunianes, i excentricitats relativament baixes (per sota de 0,2). Orbiten al voltant del Sol de la mateixa manera com ho fan els planetes. Makemake, però, és membre de la classe cubewana dinàmicament calenta, cosa que significa que té una inclinació més alta que altres objectes de la mateixa població; probablement sigui per casualitat que estigui a prop de la ressonància 11:6 amb Neptú.

## Característiques físiques
Observacions espectroscòpiques en el visible i en l'infraroig proper utilitzant el William Herschel Telescope i el Telescopio Nazionale Galileo indiquen que la superfície de Makemake és semblant a la de Plutó. L'objecte apareix vermell a l'espectre visible, cosa que probablement indiqui la presència de compostos orgànics tal com ja s'ha observat en d'altres TNO. L'espectre infraroig mostra la presència de metà (CH₄) congelat, observat també a la superfície de Plutó i d'Eris. La presència de metà, en quantitats fins i tot més grosses que a Plutó, indica la possibilitat que Makemake pugui tenir una atmosfera transitòria similar a la de Plutó quan es troba a prop del periheli.

### Mida
Makemake és el segon objecte més brillant del cinturó de Kuiper (després de Plutó), amb una magnitud aparent de 17.
Això ja indica que ha de ser un objecte relativament gros, però el seu diàmetre real depèn també de l'albedo. Com que la seva albedo és desconeguda, hi ha implícita una gran incertesa en l'estimació de la seva mida. Mesures en l'infraroig del telescopi espacial Spitzer, assumint una albedo similar a la de Plutó (suposició lògica donada la similitud entre els seus espectres), donen una estimació per al diàmetre de 1.600 km (un 70% el de Plutó). Això el converteix en un dels objectes transneptunians més grossos, només superat per Eris i Plutó, i de mida semblant a Haumea. Tanmateix, si resulta que l'albedo és més baixa del que es creu, el diàmetre podria ser de fins a 3.000 km.

## Òrbita

Òrbites de Makemake (blau), Haumea (verd) i Plutó (vermell).

Makemake està classificat com a objecte del cinturó de Kuiper clàssic (també dits cubewanos), és a dir, que no té cap ressonància orbital amb Neptú i no s'apropa mai a l'òrbita del planeta.
Segueix una òrbita molt similar a la de Haumea: molt inclinada (29º) i moderadament excèntrica (e~0,155), tot i que Makemake es troba lleugerament més lluny del Sol que Haumea (tant pel que fa al semieix major com en el periheli). El seu període orbital és de 309 anys.
El diagrama de l'esquerra mostra les òrbites semblants d'aquests dos cubewanos en comparació amb l'òrbita de Plutó, i les seves posicions respectives, al mes d'abril de 2006. Les dates dels perihelis (q) i dels afelis (Q) estan marcades. Ambdós cubewanos es troben actualment molt per sobre de l'eclíptica (il·lustrada com l'òrbita de Neptú, en gris). Actualment, Makemake s'apropa al seu afeli on hi arribarà el 2034 mentre que Haumea va passar pel seu el febrer de 1991.

## Atmosfera
S'esperava que Makemake tingués una atmosfera semblant a la de Plutó però amb una pressió superficial més baixa. No obstant això, el 23 d'abril del 2011, Makemake va passar davant d'una estrella de magnitud 18 i va bloquejar abruptament la seva llum. Els resultats van mostrar que Makemake actualment no té una atmosfera substancial i va col·locar un límit superior de 4 a 12 nanobar en la pressió a la superfície.
La presència de metà i possiblement nitrogen suggereix que Makemake podria tenir una atmosfera transitòria similar a la de Plutó prop del seu periheli. El nitrogen, si és present, serà el seu component dominant. L'existència d'una atmosfera també proporciona una explicació natural per a l'esgotament del nitrogen: pel fet que la gravetat de Makemake és més feble que la de Plutó, Eris i Tritó, probablement es va perdre una gran quantitat de nitrogen a través de l'escapament atmosfèric; el metà és més lleuger que el nitrogen, però té una pressió de vapor significativament menor a les temperatures predominants a la superfície de Makemake (32-36 K), que dificulta la seva fuita; el resultat d'aquest procés és una major abundància relativa de metà. No obstant això, els estudis de l'atmosfera de Plutó realitzats per la New Horizons suggereixen que el gas d'escapament dominant és el metà, no el nitrogen, cosa que suggereix que les raons de l'absència de nitrogen de Makemake poden ser més complicades.

## Satèl·lits
El 26 d'abril de 2016 s'anuncià la descoberta mitjançant el telescopi espacial Hubble d'un satèl·lit de 160 km de diàmetre orbitant a una distància de 21.000 km de Makemake. Ha rebut el nom provisional de S/2015 (136472) 1.
La majoria dels grans objectes transneptunians tenen almenys un satèl·lit: Eris en té un; Haumea, dos; i Plutó, cinc. De Sedna i (225088) 2007 OR10 no es coneixen satèl·lits. S'espera que entri 10 % i el 20 % dels objectes transneptunians tinguin almenys un satèl·lit. Com que els satèl·lits ofereixen un mètode simple per mesurar la massa de l'objecte central, aquest satèl·lit hauria de conduir a una estimació millor de la massa de Makemake.

## Exploració

Makemake, indicat amb barres vermelles, fotografiat per la nau espacial New Horizons a l'octubre de 2007.

Makemake va ser observat des de lluny per la nau espacial New Horizons a l'octubre de 2007 i gener de 2017, des de distàncies de 52 UA i 70 UA, respectivament. La trajectòria de sortida de la nau espacial va permetre observacions de Makemake en angles de fase alts que altrament no es podrien obtenir des de la Terra, cosa que va permetre determinar les propietats de dispersió de la llum i el comportament de la corba de fase de la superfície de Makemake.
S'ha calculat que una missió de sobrevol a Makemake podria trigar poc més de 16 anys utilitzant l'assistència gravitatòria de Júpiter, basant-se en una data de llançament del 21 d'agost de 2024 o el 24 d'agost de 2036. Makemake va ser aproximadament a 52 UA del Sol quan va arribar la nau espacial.